# Citadelles & Mazenod
Citadelles & Mazenod es una editorial francesa de libros de arte fundada en 1936 bajo el nombre de Éditions Mazenod. Toma el nombre de Citadelles & Mazenod a finales de los años 1980. La sede de la editorial está en París.

## Historia
Fundadas en 1936, las Éditions Mazenod crean la colección monográfica "La Galerie des hommes célèbres" dirigida sucesivamente por Raymond Queneau, Maurice Merleau-Ponty, André Leroi-Gourhan, Pierre Francastel o Bernard Dorival. Esta colección dura unos veinte años.
Raymond Queneau dirige otra colección llamada "Les Œuvres célèbres" donde son publicados unos cien libros. 
En 1965, la editorial lanza la colección "L'art et les grandes civilisations" cuyo primer título Préhistoire de l'art occidental de André Leroi-Gourhan marca un antes y después en la edición de libros de arte. En cincuenta años de historia y unos cincuenta títulos publicados, esta colección se convierte en una referencia de la historia del arte. En noviembre de 2017 la editorial publica el título número 50 de la colección. Se trata de L'Art de la Préhistoire bajo la dirección de Carole Fritz.
En 1984, François de Waresquiel toma el relevo de Lucien Mazenod en la dirección de la editorial. Nuevas colecciones son creadas. La editorial aumenta su ritmo de publicación pasando de un título al año a una docena en los años 2010.